# 新疆生产建设兵团第一师水利水电工程处
新疆生产建设兵团第一师水利水电工程处（简称水工处），暨新疆阿拉尔新城建筑有限责任公司，机关驻新疆维吾尔自治区阿拉尔市幸福路南118号，隶属新疆生产建设兵团第一师。

## 简介
1960年3月，成立中国人民解放军新疆军区生产建设兵团农一师工程支队。1964年8月，改称中国人民解放军新疆军区生产建设兵团农一师工程一支队。1969年7月，中国人民解放军新疆军区生产建设兵团统一农牧团场番号，将该部命名为中国人民解放军新疆军区生产建设兵团农一师建筑工程二团。1970年8月，并入中国人民解放军新疆军区生产建设兵团农一师十六团。1981年7月，自十六团分出部分人员，组建新疆生产建设兵团农一师塔里木河灌区水利管理处。1988年11月，撤销塔里木河灌区水利管理处，分别成立塔南水管处、塔北水管处、工程二团，其中新疆生产建设兵团农一师工程二团是由原塔里木河灌区水利管理处的工程施工单位组成。1996年11月，工程二团建制改为新疆生产建设兵团农一师水利水电工程处（简称水工处）。2001年经改制新组建了“新疆阿拉尔新城建筑有限责任公司”，以便使建筑业走向市场。2013年1月，随着新疆生产建设兵团农一师改为新疆生产建设兵团第一师，该处改称新疆生产建设兵团第一师水利水电工程处（简称水工处）。
该处是以建筑业、农业两大支柱产业为主导，工业、运输业等为辅的国有中型企业。